# Mouette de Buller
Chroicocephalus bulleri
Pour les articles homonymes, voir Buller.
Espèce
Statut de conservation UICN

 NT A2ce+3ce+4ce : Quasi menacé
La Mouette de Buller (Chroicocephalus bulleri) est une espèce d'oiseaux de la famille des laridés.
Son nom commémore l'ornithologue néo-zélandais Walter Buller (1838-1906).

## Description
Les immatures ont le dessus tacheté de fauve, le bec est rougeâtre à pointe noire et les pattes de couleur brun rosé. La seconde année, le bec devient rouge, d'où une confusion parfois avec la mouette australienne, mais les adultes s'en distinguent par la couleur plus foncée de leur bec. Cette espèce vit au bord des lacs et des cours d'eau.

## Habitat et répartition

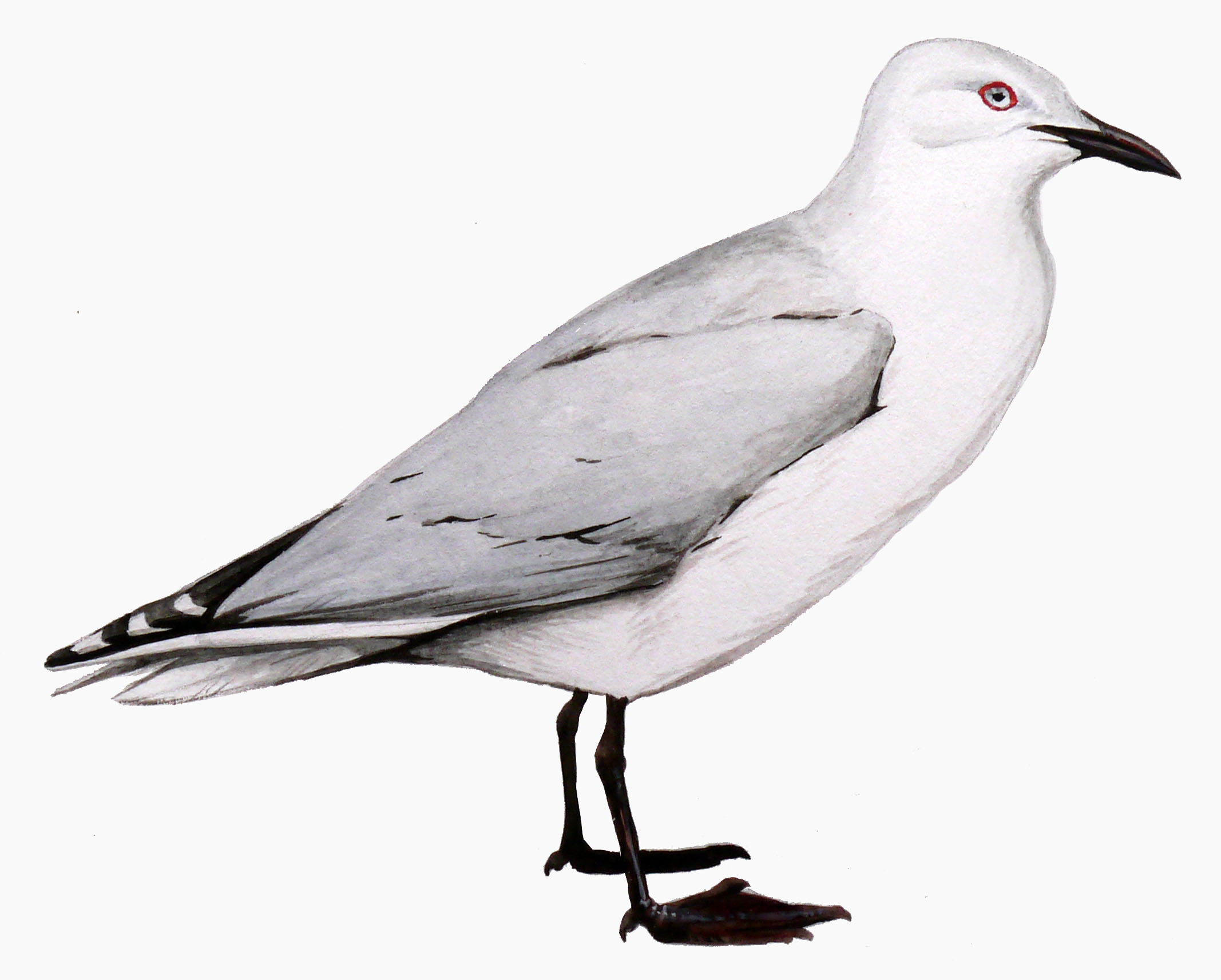
Aquarelle d'un adulte.

Cet oiseau vit en Nouvelle-Zélande.

## Mensurations
Elle mesure 35 - 38 cm pour 190 - 268 g, avec une envergure de 90 cm.

## Alimentation
Elle se nourrit de vers, d'insectes, de poissons et d'invertébrés.